# Aulacodes fiachnalis
Aulacodes fiachnalis là một loài bướm đêm trong họ Crambidae.